# Сидни Уайт
«Сидни Уайт» (англ. Sydney White) — молодёжная комедия 2007 года. Фильм является вольной интерпретацией сказки о Белоснежке и семи гномах.

## Сюжет
Сидни Уайт (Аманда Байнс) — дочь сантехника. Её мать умерла, когда ей было девять, так что девочка росла среди строителей. Сидни получает стипендию и отправляется в университет, где она надеется пойти по стопам матери и вступить в студенческое сообщество Каппа Фи Ню. Вскоре после приезда в университет Сидни знакомится с Тайлером Принцем, бывшим парнем президента студенческого сообщества Рэйчел Уитчберн (Сара Пэкстон). Увидев симпатию Тайлера к Сидни, Рэйчел невзлюбила девушку. Она пробует исключить Сидни из претенденток в сообщество Каппа Фи Ню. К раздражению Рэйчел Сидни успешно проходит все испытания.
Однако в планы Рэйчел не входит принимать Сидни в сообщество, так что на церемонии вступления в сестринство Рэйчел, пользуясь своим президентским авторитетом, объявляет, что Сидни не достойна стать Каппа. Униженная Сидни сразу же покидает дом Каппа. От безысходности Сидни селится в доме для аутсайдеров, где она быстро заводит друзей.
К сожалению, дом в очень плохом состоянии и нуждается в капитальном ремонте, но руководство кампуса ремонтировать его не собирается. Весь бюджет распределяет студенческий совет во главе с Рэйчел, которая добивается сноса дома, чтобы на его месте построить Уитчберн Лайф Центр. Чтобы сделать ремонт в доме, Сидни предлагает принять участие в выборах в студсовет. Так Терренс становится кандидатом в президенты студсовета. Его девиз: «Свободу седьмой силе». Но Терренса дисквалифицируют, потому что он уже не студент, он окончил университет 6 лет назад, а Сидни и её друзей выселяют. Тогда Сидни решает сама принять участие в выборах. В своей компании она использует опыт президентской предвыборной кампании Джона Кеннеди 1960 года. Сидни и её друзья обходят все организации и клубы кампуса, интересы которых не представляет студсовет под руководством Рэйчел.
Тем временем рейтинг популярности Сидни на университетском веб-сайте растет, и в итоге Сидни вытесняет Рэйчел с первого места. Увидев это, Рэйчел издает отчаянный вопль, пронесшийся над всем штатом. В ярости Рэйчел обращается к хакеру, который заражает компьютер Сидни вирусом. Вирус стирает все данные с винчестера Сидни, включая речь для предстоящих дебатов. Сидни проводит всю ночь в библиотеке, восстанавливая потерянную речь, а утром перед дебатами засыпает прямо за столом. Влюбленный в неё Тайлер находит её, старается разбудить, но только его поцелуй будит Сидни. Благодаря Тайлеру Сидни успевает на дебаты. Её речь производит фурор. Множество нестандартно выражающих себя студентов приходят поддержать Сидни. В итоге Рэйчел теряет не только пост президента студсовета, но и членство в сестринстве Каппа.
Заканчивается фильм тем, что бригада отца Сидни ремонтирует дом, а Сидни получает своего принца.

## В ролях
| Актёр                | Роль                            | Соответствующий персонаж сказки       |
| -------------------- | ------------------------------- | ------------------------------------- |
| Аманда Байнс         | Сидни Уайт                      | Белоснежка                            |
| Мэтт Лонг            | Тайлер Принц                    | Принц                                 |
| Сара Пэкстон         | Рэйчел Уитчберн                 | Злая королева-мачеха                  |
| Джек Карпентер       | Ленни                           | Чихун                                 |
| Джереми Ховард       | Терренс                         | Док                                   |
| Дэнни Стронг         | Гаркин                          | Ворчун                                |
| Сэмм Ливайн          | Спэнки                          | Весельчак                             |
| Адам Хендершотт      | Джереми                         | Тихоня                                |
| Донте Боннер         | Амбелэ                          | Соня                                  |
| Арни Пантоха         | Джордж                          | Простак                               |
| Кристал Хант         | Диметрия «Динки» Розмари Хочкис | Розочка из сказки Беляночка и Розочка |
| Компьютерный вирус   | Атака на лаптоп Apple Сидни     | Отравленное яблоко                    |
| Рейтинг популярности | Hot or Not list                 | Магическое зеркало королевы           |
| Каппа Фи Ню          | Сестринство                     | Замок королевы                        |
| Дом                  | Общежитие аутсайдеров           | Дом гномиков                          |

## Критика
Фильм получил смешанные отзывы кинокритиков. На сайте Rotten Tomatoes фильм имеет рейтинг 36 % на основе 83 рецензий со средним баллом 5 из 10. На сайте Metacritic фильм имеет оценку 45 из 100 на основе 21 рецензии критиков, что соответствует статусу «смешанные или средние отзывы».